# Teinopodagrion schiessi
Teinopodagrion schiessi – gatunek ważki z rodziny Megapodagrionidae. Występuje w zachodniej części Ameryki Południowej; jest endemitem gór Boliwii.